# Reservvägbas

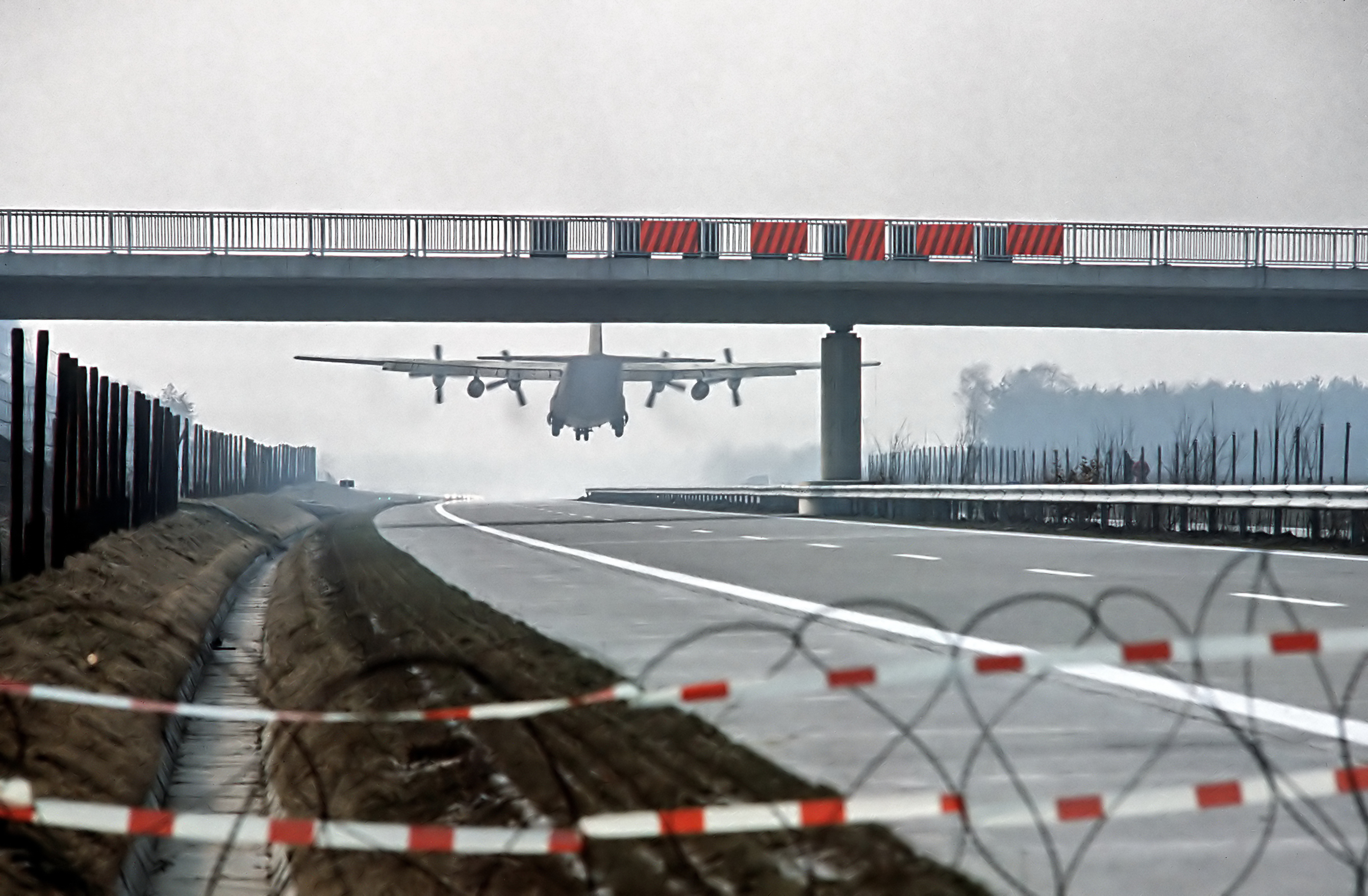
Ett C-130 Hercules landar på en vägbas i Västtyskland under NATO-övningen "Highway 84".

En reservvägbas är en del av en allmän väg som kan användas som ett enkelt flygfält med start- och landningsmöjligheter för militära flygplan. Reservvägbaser kan användas som alternativa flygbaser om ordinarie baser skulle bli obrukbara eller i syfte att sprida ut flygstridskrafter över större ytor. Ett bidragande exempel till att reservvägbaser började byggas var sexdagarskriget 1967, där Israel på några timmar slog ut Egyptens flygbaser.
[källa behövs]
Reservvägbaser användes först av Tyskland under slutskedet av andra världskriget, där motorvägssystemet lämpade sig väl för flygverksamhet. Under kalla kriget byggde många länder på båda sidor av järnridån reservvägbaser, bland andra Sverige, Västtyskland, Östtyskland, Finland, Polen, Schweiz och Tjeckoslovakien. Så gjorde också länder i Asien, som Pakistan, Taiwan, Indien och Nordkorea.
Hur reservvägbaser är byggda varierar. I många länder är de byggda på motorvägar, med barriärer som går att avlägsna istället för mittremsa samt förstärkt vägbärighet. En längd på 2000 - 3500 meter är vanlig, med uppställningsplatser för flygplan i närheten av banändarna.

## Finland
I Finland finns ett femtontal reservvägbaser, som kan nyttjas av det finska flygvapnets F/A-18 med hjälp av vajrar som fångar upp flygplan vid landning, likt det system som används på hangarfartyg.

## Sverige

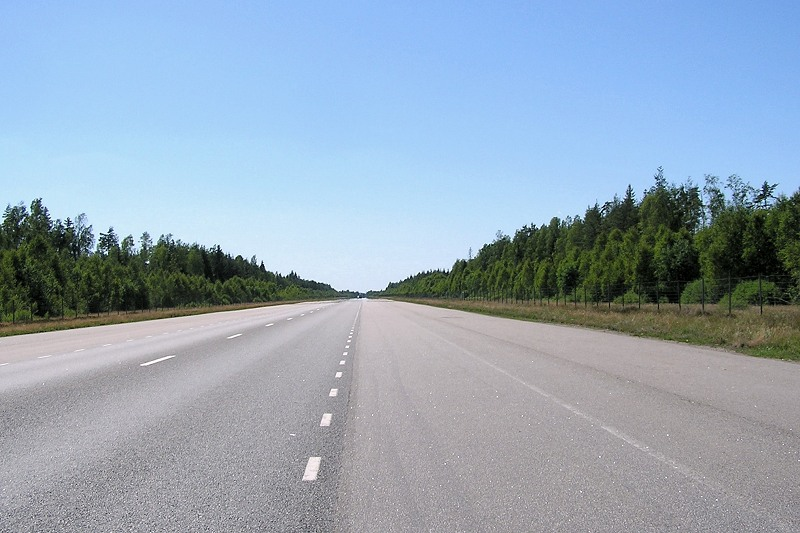
Före detta reservvägbasen Eneryda

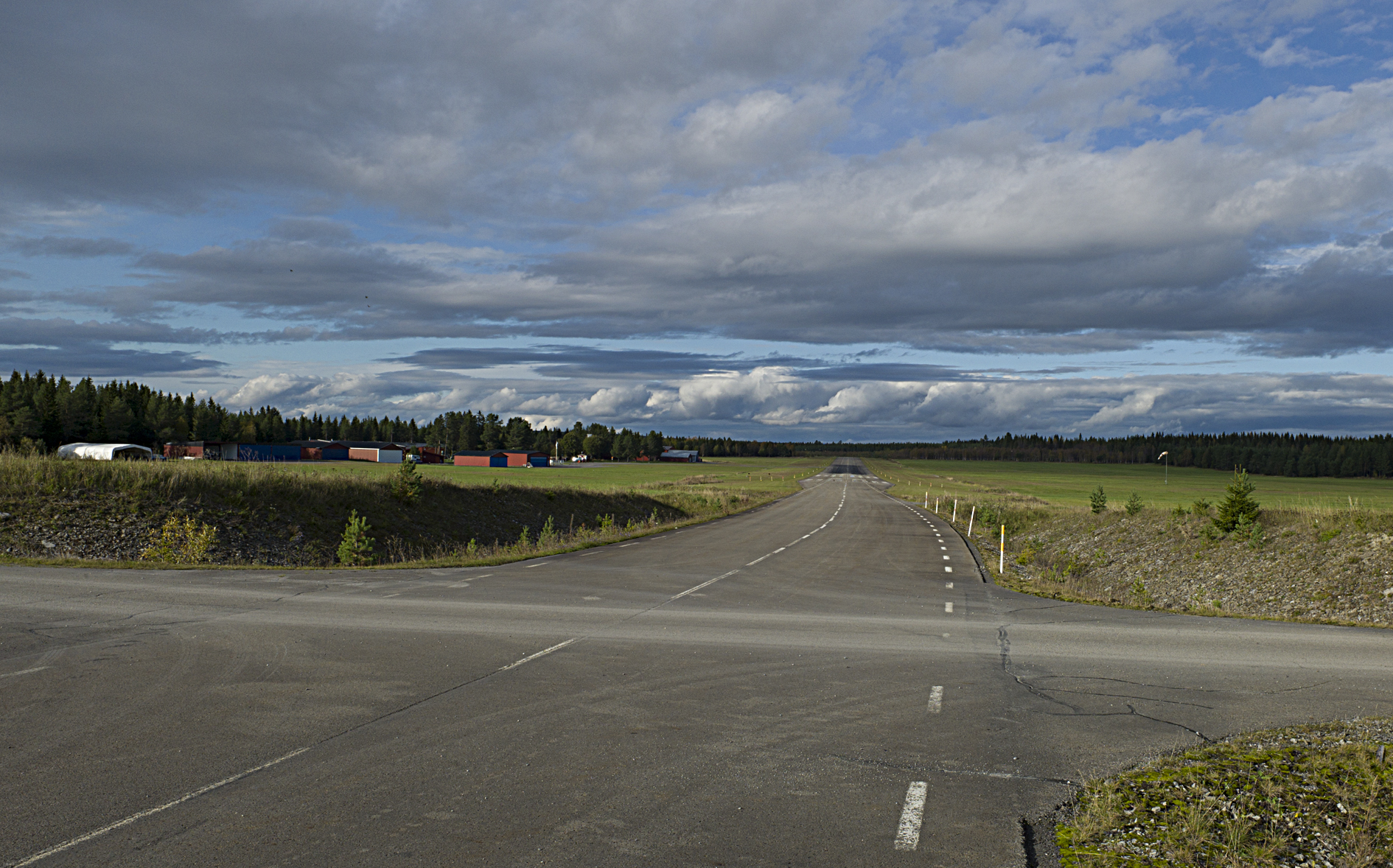
Kortbana tillhörande det tidigare använda Optand flygbas. Notera hur vägen blir bredare.

### Bas 60
I Sverige började reservvägbaser byggas med införandet av Bas 60 som komplement till de ordinarie krigsbaserna. De vanliga dimensionerna på en reservvägbas var 1500–2000 meter i längd och 12 meter i bredd. En eller två flygplansplattor byggdes i varje ände av banan. Ungefär 30 sådana vägbaser byggdes, främst i de södra och östra delarna av Sverige. Användning av reservvägbaserna begränsades av mörker och dåligt väder, varför de främst sågs som reservalternativ. En reservvägbas behövde kompletteras med personal, materiel, drivmedel och även med vissa fältarbeten för att kunna användas.

### Bas 90
Vid utvecklingen av Bas 90 systemet införde man kortbanor som i likhet med reservvägbaserna också i många fall var en del av det allmänna vägsystemet. Skillnaden var att dessa var kortare, 800 meter i längd och 17 meter i bredd, och avsedda att kunna användas utan större förberedelser, och dessutom låg de i direkt anslutning till en större bas. Flygplanet Viggen och senare Gripen var anpassade till att kunna använda dessa korta banor, till skillnad från Draken, som krävde längre banor.
Efter kalla krigets slut och övergången från invasionsförsvar till insatsförsvar under 2000-talet avvecklades Bas 60 och Bas 90-systemen. De flesta krigbaser är avmilitariserade och sålda till civil ägo.
Under 2010-talet har intresset för utspridd basering av stridsflyg kommit tillbaka, beroende på säkerhetsutvecklingen. År 2015 deltog det svenska flygvapnet i vägbasövning i Finland och från 2017 övar flygvapnet återigen på svenska reservvägbaser.

## Tyskland
I Tyskland tillkom vägbaser under slutskedet av andra världskriget. Under kalla kriget byggdes vägbaser i de båda tyska staterna, ungefär 25 stycken i Västtyskland och 13 i Östtyskland. 

## Exempel på svenska reservvägbaser
- Eneryda flygbas
- Balsjö vägbas